# هيرمان نوبر
هيرمان نوبر (بالألمانية: Hermann Nuber)‏ مواليد 10 أكتوبر 1935 في أوفنباخ أم ماين، ألمانيا النازية، هو لاعب كرة قدم ألماني سابق كان يلعب كمدافع. سبق له أن لعب في كأس العالم لكرة القدم مع منتخب بلاده.

## المسيرة الاحترافية

### أندية لعب لها
- كيكرز أوفنباخ

## روابط خارجية
- هيرمان نوبر على موقع قاعدة بيانات كرة القدم.إي يو (الإنجليزية)
- هيرمان نوبر على موقع بيانات كرة القدم. دي إي (الألمانية)
- هيرمان نوبر على موقع عالم كرة القدم.نت (الإنجليزية)